# Stazione di Mazzano
La stazione di Mazzano fu una stazione ferroviaria della linea Rezzato-Vobarno, a servizio dell'omonimo comune.

## Storia
Le prime testimonianze dell'impianto si trovano in un quadro orario del 1900 nel quale risultava aperto solo al servizio merci. Dalla stazione si diramava un raccordo diretto allo stabilimento della Gaffuri-Massardi, che lavorava sia la pietra sia il Marmo Botticino.
Lo scalo seguì tutte le vicende societarie della linea ferroviaria: fino al 1904 fu gestita dalla Società Anonima per la ferrovia Rezzato-Vobarno e Valle Sabbia (FRVVS), dal 1904 al 1909 dalla Società Anonima per la Ferrovia Rezzato-Vobarno-Caffaro, quindi dalla provincia di Brescia fino alla prima guerra mondiale, quando l'esercizio passò alle Ferrovie dello Stato (FS) fino alla cessazione delle ostilità. Durante la gestione dell'amministrazione provinciale, il comune di Mazzano chiese e ottenne che la stazione fosse attivata anche al servizio passeggeri.
Nel 1921, la ferrovia fu ceduta dalla provincia alla Società Elettrica Bresciana (SEB), che gestiva la rete tranviaria extraurbana di Brescia. Nel 1930, la SEB costituì una nuova società anonima, la Ferrovia Rezzato-Vobarno (FRV), che prese in carico l'esercizio della linea.
Quando la SEB decise di utilizzare parte della ferrovia, tra Virle Treponti e Tormini Stazione, per instradare i tram della Brescia-Salò-Toscolano, la stazione fu attivata anche per il servizio viaggiatori della tranvia.
Il 21 novembre 1944, lo scalo fu l'obiettivo di un bombardamento da parte degli anglo-americani: tre vagoni merci furono distrutti.
Il servizio tranviario passeggeri fu soppresso il 10 luglio 1954, ma lo scalo restò attivo per quello ferroviario di trasporto delle merci fino alla soppressione della linea, avvenuta il 23 marzo 1968.

## Strutture e impianti

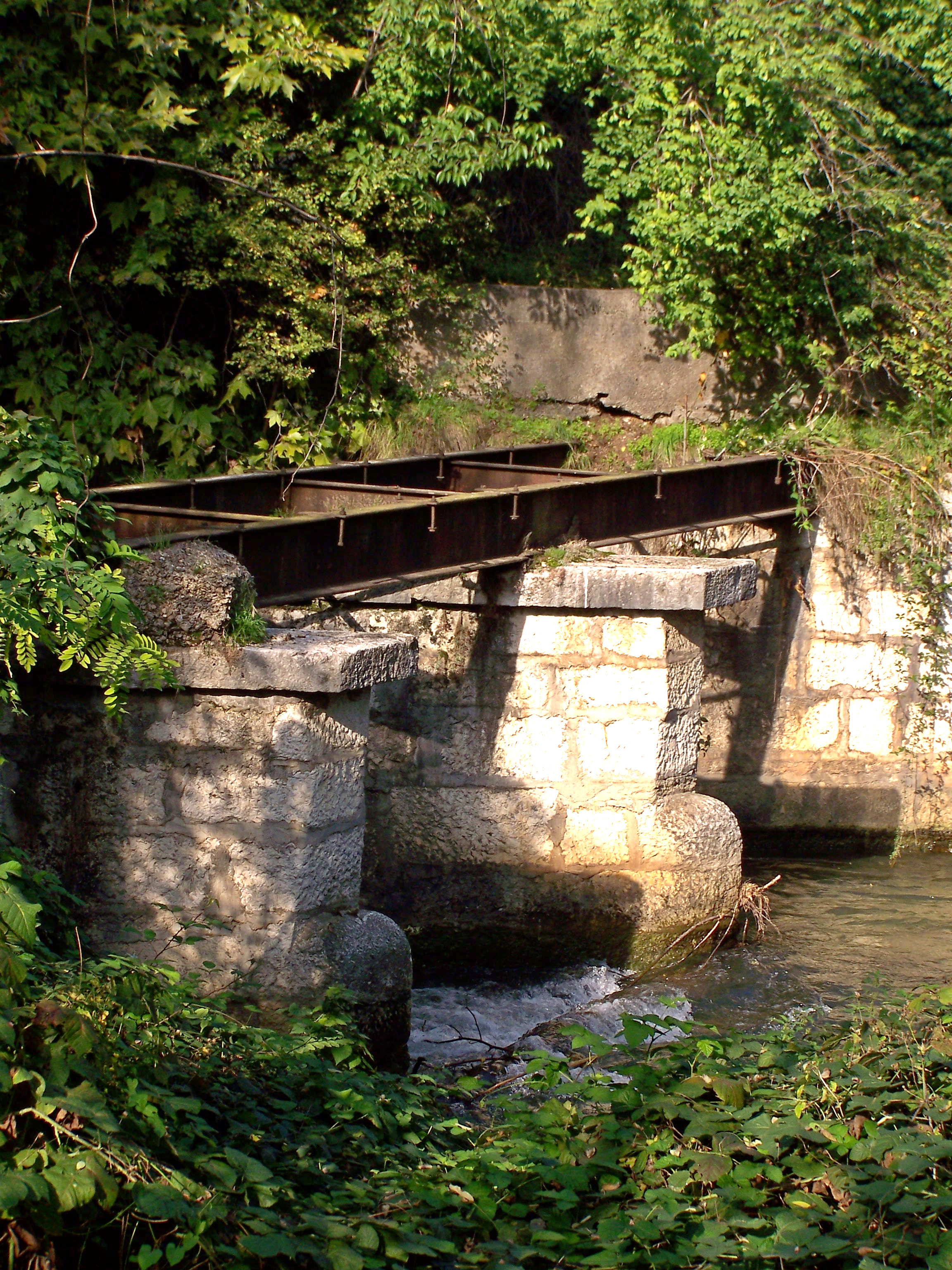
Il ponte sul Naviglio del raccordo Gaffuri-Massardi nel 2012

La stazione era situata in prossimità del canale Naviglio. Era dotata di un edificio di servizio e di un raccordo con lo stabilimento di lavorazione della pietra della Gaffuri-Massardi. Era presente anche un binario di raddoppio per gli incroci.
Nel periodo in cui fu attivo l'instradamento del servizio viaggiatori per conto della tranvia Brescia-Salò, la stazione risultava priva di alcuna protezione per i passeggeri.

## Movimento
Lo scalo fu adibito principalmente al servizio merci. Durante la gestione diretta della provincia, la stazione fu aperta anche al servizio ferroviario passeggeri. Tra il 1931 e il 1954, l'impianto fu utilizzato anche per le fermate dei tram passeggeri della Brescia-Salò.